# Abtouyour
Le département de l'Abtouyour est l'un des quatre départements composant la région du Guéra au Tchad. Son chef-lieu est Bitkine.

## Subdivisions
Le département de l'Abtouyour est divisé en deux sous-préfectures :
- Bitkine
- Bang

## Administration
Préfets de l'Abtouyour (depuis 2008)
- 9 octobre 2008 : Abougoudja Khamis[1]